# Bathmocercus
Bathmocercus é um género de aves da família Cisticolidae.

## Espécies
Este género contém as seguintes espécies:
- Bathmocercus cerviniventris
- Bathmocercus rufus